# 玉林寺 (小牧市村中)
玉林寺（ぎょくりんじ）は、愛知県小牧市村中にある曹洞宗の寺院。

## 概要
山号は「瑠璃光山」。元々現在地よりも南にあったが、16世紀後半（戦国時代）に現在地に移転された。

## 所在地
- 愛知県小牧市村中691番地